# Leptocera micropyga
Leptocera micropyga är en tvåvingeart som beskrevs av Papp 1978. Leptocera micropyga ingår i släktet Leptocera och familjen hoppflugor. Inga underarter finns listade i Catalogue of Life.